# نیلس تورین نیلسن
نیلس تورین نیلسن (دانمارکی: Niels Turin Nielsen; ۲۲ ژانویهٔ ۱۸۸۷ – ۹ ژوئن ۱۹۶۴) ژیمناست هنری اهل دانمارک بود.